# 噴出岩

IUGS圖顯示噴出隱晶質火成岩的分類與其相對鹼（Na_{2}O + K_{2}O）和二氧化矽 (SiO_{2}) 重量含量。 藍色區域大致是鹼性岩石分佈區；黃色是亞鹼性岩石分佈區

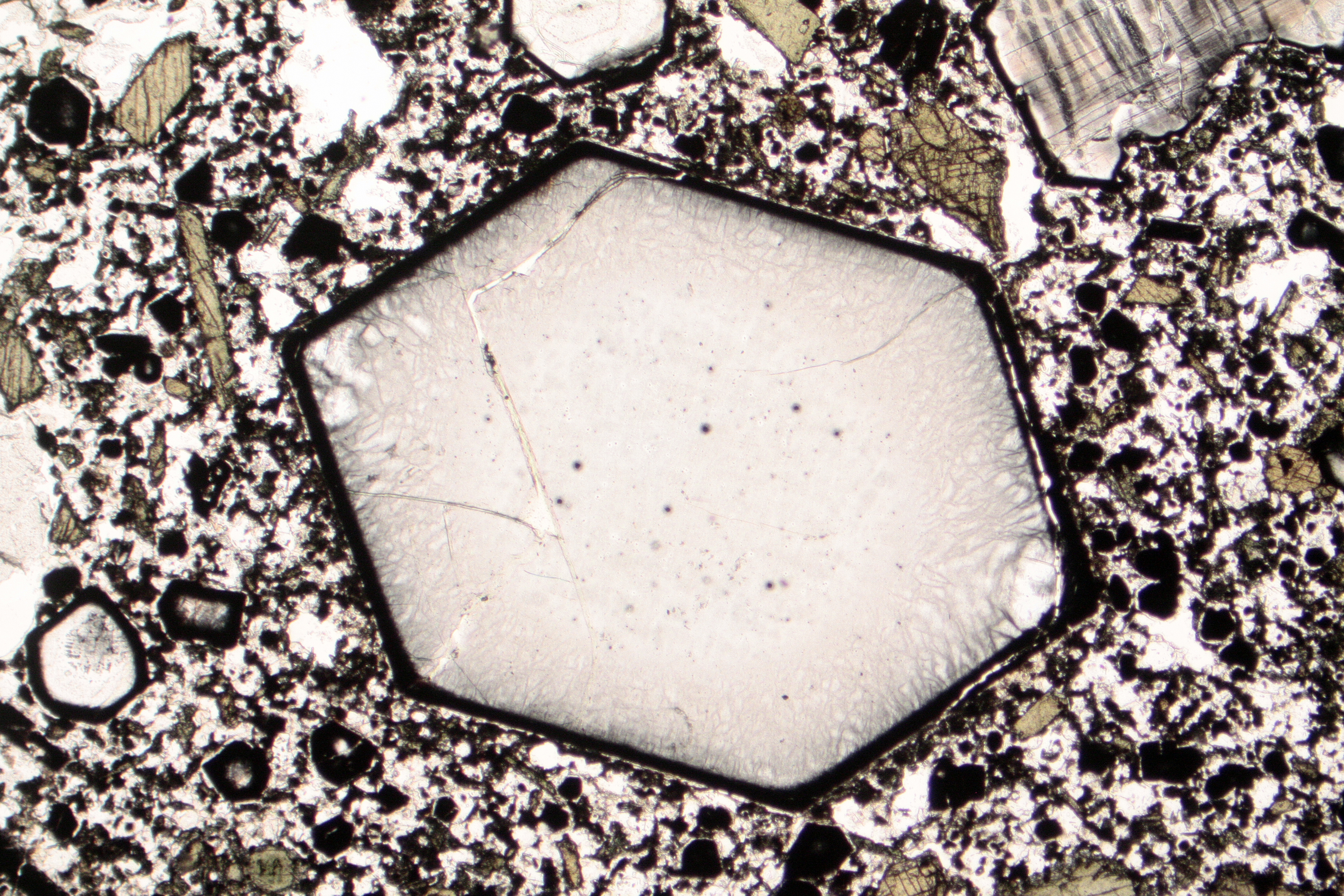
在岩相顯微鏡下一種來自意大利的火山岩的岩石薄片，所顯示的具有大的六面 斑晶（直徑約 1 毫米）和周圍環繞著細粒基質

噴出岩或噴發岩（英語：Extrusive rock）
是指岩漿在地球表面形成的火成岩石。其形成方式有兩種：岩漿溢出到地表所形成的熔岩，或岩漿噴發到大氣中然後回落到地表后所形成的火山碎屑岩或凝灰岩。侵入岩則是岩漿在地表以下冷卻形成的火成岩。 岩漿噴出到露天或海水下，其冷卻時間很快，晶體生長的時間短，故而小。 有時，岩漿的剩餘部分根本無法結晶，而是變成了非晶質的天然玻璃或黑曜石。
如果岩漿含有高量的揮發性成分，噴出時可以以游離氣體釋放到空中。 或被鎖在岩漿内，冷卻時在礦物結晶之間形成氣泡。例如浮石、火山渣或泡狀玄武岩。 常見的流紋岩和安山岩是屬噴出岩。

## 紋理
噴出岩的紋理特徵是隐晶質，由人眼無法區分的細粒晶體組成。 由於在噴發過程中，岩漿冷卻時間很快，隱晶岩中的晶體尺寸很小。  有時噴出岩含有斑晶，是在岩漿早期緩慢冷卻時形成的大晶體。 當火成岩包含兩種不同的粒度時，其紋理稱為斑狀紋理，其中較細的晶體稱為基體。 若岩漿中存有高量的揮發性成分，其噴出岩就常具有氣泡狀的紋理， 例如火山渣和浮石。 

## 種類与型狀
盾狀火山：是大型、緩慢形成的火山[6]，通常由玄武質岩漿，冷卻形成噴出岩玄武岩，多由長石和輝石組成。
裂隙火山：是從裂隙噴出的低粘度玄武質岩漿，形成噴出岩玄武岩。
複式火山或成層火山：通常由安山質岩漿，噴出的安山岩構成。安山質岩漿含多種氣體和熔化的地幔岩石組成。 
火山渣錐：是由含有高量的揮發性成分，猛烈噴出而形成的。其熔岩為鎂鐵質玄武岩並含氣泡. 
熔岩穹丘：由高粘度熔岩堆積而形成的穹頂狀火山。通常由富含二氧化矽的黑曜石，或英安岩組成，例如聖海倫斯山。 
陷落火山口：是火山噴發後形成的火山口
窪地。火山復活時，新噴發出的流紋岩可以填滿窪地。 例如像黃石公園的陷落火山口一樣。 
海底火山：在海底噴發並產生噴出的浮石。 浮石是一種具有氣的輕質玻璃，其矽質成分與火山渣錐不同，因此可以漂浮。